# 考文垂 (罗得岛州)
考文垂（英語：Coventry）是位于美国罗得岛州肯特县的一个镇。根据美国人口调查局2000年统计，共有人口33,668人，其中白人占97.6%。

## 名人
- 亨利·P·鲍德温：密歇根州州长（1869年-1873年）

## 友好城市
- 英国考文垂

1. ↑  . United States Census Bureau.   [2008-01-31]. （原始内容存档于September 11, 2013）.
2. ↑  . United States Geological Survey. 2007-10-25  [2008-01-31]. （原始内容存档于2012-02-04）.